# Nether Earth
Nether Earth — одна из ранних компьютерных игр в жанре стратегии в реальном времени. Была выпущена для компьютеров Amstrad CPC, ZX Spectrum и Commodore 64 в 1987 году в Великобритании компанией Argus Press Software Ltd.

## Игровой процесс
Nether Earth считается одной из первых представителей жанра стратегии в реальном времени. Игра проходит на узком поле шириной 16 и длиной 512 миль, отображающемся в изометрической проекции, на котором располагаются различные заводы, а также препятствия в виде скал и расщелин. Игрок начинает на западном конце карты; к востоку располагаются владения противника. В распоряжении игрока находится летающая разведывательная машина на антигравитационной тяге, которая может перемещаться вдоль поля и приземляться на различные объекты; эта машина не может быть уничтожена. Внизу экрана располагается радар, показывающий положение машины игрока и близлежащих объектов.
Приземлившись на базу, игрок попадает на экран строительства. Здесь игроку отображается, сколько заводов он захватил и сколько ресурсов есть в его распоряжении. Ресурсы представлены шестью компонентами для роботов: шасси, пушками, ракетницами, фазерами, ядерным оружием и вспомогательными электронными модулями. Находясь на базе, игрок может собрать робота из имеющихся компонентов, выбрав тип шасси: шагающие, гусеничные или антигравитационные. Тип шасси влияет на манёвренность робота: так, гусеничные шасси имеет большую манёвренность, чем шагающие, но стоят дороже, а антигравитационные позволяют роботу летать над полем боя, но стоят ещё больше. Каждый создаваемый робот должен иметь шасси и хотя бы одно оружие; остальные модули опциональны, однако они усилят боеспособность робота: так, вспомогательный электронный модуль увеличит точность стрельбы боевой единицы, к тому же на одного робота можно поставить сразу несколько видов вооружения. Оружие различается между собой дальностью стрельбы и наносимым уроном.
Построенные роботы могут действовать автономно, выполняя одну из трёх команд: «стоять и обороняться», «найти и уничтожить» или «захватить завод». В начале игры заводы на карте бездействуют, однако после того, как их захватил робот одного из игроков, они начинают приносить ему определённый вид ресурсов. Игрок может приземлиться на одного из роботов и взять его под ручной контроль. Одновременно в распоряжении игрока может быть до 24 роботов; аналогичные ограничения наложены и на компьютерного игрока. Вражеские базы могут быть нейтрализованы только ядерным взрывом, который уничтожит всё в радиусе восьми миль, в том числе робота, доставившего ядерную бомбу. Для победы в игре нужно с боем пробиться до конца карты и уничтожить последнюю базу противника.

## Сюжет
Давным-давно подземная раса инсигнианцев (англ. Insignians) внезапно прорвалась сквозь земную кору и напала на людей. Застигнутые врасплох вооружённые силы землян были разгромлены, а партизанские сопротивления подавлены. С помощью обращённых в рабов людей инсигнианцы запустили производство роботизированных боевых машин, которые начали патрулировать захваченные владения.
Отряду Фергуса Маккафри впервые за историю сопротивления удалось захватить одну из инсигнианских баз, Керберус. Это позволило повстанцам запустить производство собственных роботов, способных сражаться с инсигнианцами на равных. Игрок выступает в роли лидера повстанского движения, задача которого — захватить оставшиеся три базы противника: Террас, Фаретру и Диоклос.

## Критика
| Сводный рейтинг    | Сводный рейтинг   |
| Агрегатор          | Оценка            |
| ------------------ | ----------------- |
| MobyRank           | 67 % (8 рецензий) |
| Иноязычные издания |                   |
| Издание            | Оценка            |
| Crash              | 75 %              |
| Zzap!64            | 15 %              |
| Computer Gamer     | 67 %              |

Nether Earth получила смешанные отзывы критиков. В журнале Crash! игра была оценена в 75 %; больше всего редакцию впечатлила механика строительства роботов. В журнале Computer Gamer игре присвоили рейтинг 67 %. Редакция журнала Zzap!64 оценила игру в 15 %; критике подвергся репетативный игровой процесс и обилие багов: «потенциально интересная идея была уничтожена неумелой реализацией».

## Наследие
В 2004 году испанским студентом Санти Вилларом под псевдонимом Brain Games был разработан трёхмерный ремейк Nether Earth с использованием OpenGL. Кроме графики, ремейк отличается от оригинала увеличенной скоростью роботов, ослабленным ограничением на размер создаваемых боевых единиц и наличием карт разного размера.